# Cardioderma cor
Cardioderma cor е вид прилеп от семейство Megadermatidae. Видът не е застрашен от изчезване.

## Разпространение и местообитание
Разпространен е в Джибути, Еритрея, Етиопия, Кения, Сомалия, Танзания, Уганда и Южен Судан.
Обитава гористи местности, пустинни области, пещери, долини, храсталаци, савани, крайбрежия и плажове в райони с тропически и субтропичен климат, при средна месечна температура около 23,2 градуса.

## Описание
Теглото им е около 26,5 g.